# Смарагдове місто

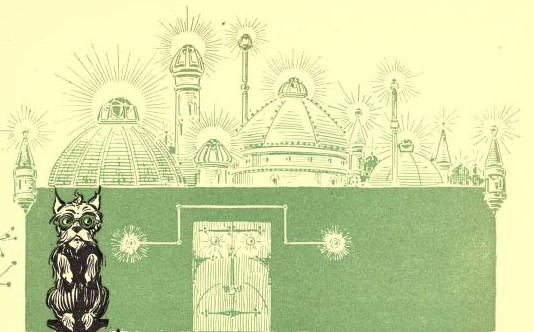

Смарагдове місто (англ. Emerald City) — вигадане місто з циклу повістей Лаймена Френка Баума про казкову країну Оз, а також написаних за їх мотивами творів Олександра Волкова та інших авторів. Вперше згадується в першій книзі циклу, «Дивовижний чарівник країни Оз» (1900). Місто розташоване в чарівній країні Оз, сама ж ця країна в казках Баума лежить на далекому невідомому континенті посеред непрохідної пустелі, а у Волкова — в Північній Америці, і крім пустелі оточена також кільцем гір.
Смарагдове місто побудовано за наказом Оза (У Волкова — Гудвіна). Місто оточувала стіна, а на вежах міста сяяли справжні смарагди. Дорога з жовтої цегли сполучала місто з країною Жуванів.

## Захоплення Смарагдового міста
Мотив ворожого захоплення Смарагдового міста неодноразово задіяний у казках Баума, Волкова та їхніх наступників. Так, уже в 2-й повісті Баума « Дивовижна Країна Оз» (1904) Смарагдове місто захоплює армія войовничих дівчат під командуванням генерала Джинджер. Пізніше Баум звертається до теми нападу на Смарагдове місто в однойменній 6-й книзі казкового циклу.
У радянського автора Чарівної країни Олександра Волкова спроби захоплення Смарагдового міста зустрічаються в чотирьох з п'яти продовжень казки: двічі на місто рухається військо Урфіна Джюса, один раз агресором виступає велетка-чаклунка Арахна, а в заключній книзі циклу Смарагдове місто зазнає нальоту іншопланетної ескадрильї.
З казок Волкова тема взяття Смарагдового міста перекочувала до книг його наступників: у фентезі-серіалі Сергія Сухінова «Світи Смарагдового міста» (1997—2003) взяти штурмом столицю дивовижного краю намагається честолюбна чарівниця Корина, а в казці Олексія Шпагіна «Лазурна фея Чарівної країни» (2020) на Смарагдове місто рухається бойова армада мехамотів під керівництвом підступного принца Чентурро.